# Antichi doveri
Gli Antichi doveri (in inglese Old Charges) sono una serie di manoscritti medievali che sono posti alla base della tradizione e delle regole della massoneria moderna. Di essi fanno parte tra gli altri il Manoscritto regio (anche noto come Manoscritto Halliwell o Poema regius) e il Manoscritto Cooke.
Il Manoscritto regius, datato intorno al 1390, è quello che attualmente è ritenuto il più antico; di qualche decennio successivo il Manoscritto Cooke dei primi decenni del XV secolo; a questi più antichi ne seguono altri di rilevante importanza. Tra di essi figura il Manoscritto Grande loggia nº 1, del 1583 (Grand Lodge n° 1 Manuscript). Precedono la creazione della Prima gran loggia d'Inghilterra del 1717: il Manoscritto Edinburgh del 1696, il Manoscritto Chetwode Crawley del 1700, il Manoscritto Watson del 1687, il Manoscritto Sloane del 1700, il Manoscritto Dumfries nº4 del 1710, il Trinity College del 1711, ed altri.

## Manoscritto regio
Il manoscritto regio è un poema scritto in lingua inglese intorno alla fine del XIV secolo. Dopo essere stato venduto alla Royal Library (da questo avvenimento la denominazione di "regio"), fu infine donato al British Museum alla fine del XVIII secolo.
I temi trattati nel manoscritto sono principalmente:
- L'origine dalla massoneria, come "applicazione al mestiere", la cui fondazione è attribuita ad Euclide ad Alessandria d'Egitto.
- L'introduzione della massoneria in Inghilterra sotto il suo primo re Atelstano d'Inghilterra
- La spiegazione dei 15 doveri di un massone
- La tradizione delle leggende dei Quattro Coronati e della Torre di Babele
- Suggerimenti sul comportamento e sulla disciplina

## Manoscritto Cooke
Il manoscritto Cooke è molto simile al Manoscritto regio ma è scritto in prosa. È databile alla prima metà del XV secolo.

## Manoscritto Dumfries
Degli Antichi doveri fa parte anche il Manoscritto Dumfries nº 4, catechismo massonico datato 1710, il cui testo si compone di 13 capitoli.